# 클리본 리틀

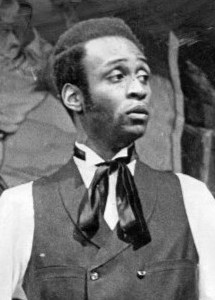

클리본 리틀(Cleavon Little, 1939년 6월 1일 ~ 1992년 10월 22일)은 미국의 배우이다.
셔먼오크스에서 사망하였다. 사인은 대장암이다.

## 출연 작품

### 영화
- 존과 메리 (1969년)
- 배니싱 포인트 (1971)
- The Waltons - The Homecoming: A Christmas Story (1971)
- 브레이징 새들스 (1974)
- 500만 달러의 모험 (1981, High Risk)
- 살라맨더 (1981, The Salamander)
- Double Exposure (1982)
- 나이스 보이스 (1985)
- 후레치 2 (1989, Fletch Lives)
- 사랑의 하모니 (1991)
- 산타, 뉴욕에 나타나다 (1991, In the Nick of Time)
- 세퍼레이트 벗 이퀄 (1991, Separate but Equal)

### 텔레비전
- 데이비드 프로스트 쇼 (1971-72)